# (408) Fama
(408) Fama es un asteroide perteneciente al cinturón de asteroides descubierto el 13 de octubre de 1895 por Maximilian Franz Wolf desde el observatorio de Heidelberg-Königstuhl, Alemania.
Está nombrado por Fama, una diosa de la mitología romana.